# Ђула Тот
Ђула Тот (мађ. Tóth Gyula) је био мађарски фудбалер, репрезентативац. Наступио је на пет утакмица за фудбалску репрезентацију Мађарске између 1922. и 1924. године.

## Каријера
Ђула Тот је дошао из Секешфехервара у Будимпешту 1922. године и прешао у КАОЕ (Национално атлетско удружење трговаца — Kereskedők Atlétikai Országos Egyesülete). Исте године је изабран да игра за репрезентацију Мађарске, што је изазвало велику дискусију, јер је реткост да неко из мањег клуба игра у репрезентацији. Између 1922. и 1924. је одиграо пет утакмица за репрезентацију. Тот је ушао у шири списак играча за фудбалски турнир на Олимпијским играма у Паризу 1924. године, али није на турниру није одиграо ни једну утакмицу.
Тот је касније задобио тешку повреду колена, 1926. године, у време професионализма, још увек је покушавао да игра у фудбалским клубовима Ержебет и Немзет, али је морао да прекине због повреде. Преминуо је после тешке болести у 35. години.